# ساختمان‌جهانگیر
ساختمان جهانگیر، روستایی است از توابع بخش ارم در شهرستان دشتستان استان بوشهر ایران.

## جمعیت
این روستا در دهستان دهرود قرار داشته و براساس سرشماری سال ۱۳۹۵ جمعیت آن ۳۲نفر (۶خانوار) می‌باشد.